# 藤榮史哉
藤榮 史哉（とうえい ふみや、1977年9月28日 - ）は、日本の俳優。元ジャパンアクションエンタープライズ所属。栃木県出身。

## 来歴・人物
当初は、主にスーツアクターの仕事が多かったが、最近は俳優・殺陣師・演出脚本と活動の幅を広げている。

## 出演

### テレビドラマ
- 義経（2005年、NHK）
- ミンナのテレビ（2005年、日本テレビ）
- 電車男 第2話（2005年、フジテレビ）
- 本当にあった怖い話・夏の特別編2005 （2005年、フジテレビ）そば屋の出前 役
- 西遊記 第1話（2006年、フジテレビ）
- 特命係長 只野仁スペシャル'08（2008年、テレビ朝日）部下D 役
- 森村誠一の終着駅シリーズ「殺人同盟」（2009年、テレビ朝日）スタント
- 白洲次郎 第1・2話（2009年、NHK）殺陣師
- 外事警察 第1 - 5話（2009年、NHK）殺陣補佐、覆面男 役
- 土曜ドラマ チェイス〜国税査察官〜 第1話（2010年、NHK）殺陣師
- サラリーマン金太郎 第2シリーズ 第5話（2010年、テレビ朝日）ヤクザ 役
- 夏の恋は虹色に輝く 第1話（2010年、フジテレビ）ヤクザ 役
- 悪党〜重犯罪捜査班 第1話（2011年、ABC・EX）手塚の配下 役
- CRISIS 公安機動捜査隊特捜班 （2017年、フジテレビ）

### バラエティ
- 笑う犬2010〜新たなる旅〜（2010年、フジテレビ）少年 役
- ごきげん歌謡笑劇団（2009年1月8日、NHK）殺陣師

#### 特撮テレビドラマ
- 仮面ライダーシリーズ
  - 仮面ライダーアギト（2001年 - 2002年）アンノウン[1]
  - 仮面ライダー龍騎（2002年 - 2003年）仮面ライダーナイト（トリックベント）[2]、ミラーモンスター[3]（ワイルドボーダー[2]、バクラーケン[4]、ウィスクラーケン[4]、ゲルニュート[5]、ソノラブーマ[6]、バズスティンガー・ワスプ[6]、ミスパイダー[6]、メタルゲラス[7]、ジェノサイダー[7]、デストワイルダー[7]、オメガゼール[8]、レイドラグーン[9]）
    - 仮面ライダー龍騎スペシャル 13RIDERS（2002年）仮面ライダーベルデ[10]

  - 仮面ライダー555（2003年 - 2004年）
  - 仮面ライダー剣（2004年 - 2005年） - ほへと組組員 役[11]
  - 仮面ライダー響鬼（2005年 - 2006年）
  - 仮面ライダーカブト（2006年 - 2007年）
  - 仮面ライダー電王（2007年 - 2008年）
  - 仮面ライダーキバ（2008年 - 2009年）
  - 仮面ライダーディケイド（2009年）
  - 仮面ライダーオーズ/OOO（2010年 - 2011年）
  - 仮面ライダーウィザード（2012年 - 2013年）
- スーパー戦隊シリーズ
  - 星獣戦隊ギンガマン（1998年 - 1999年）
  - 救急戦隊ゴーゴーファイブ（1999年 - 2000年）
  - 未来戦隊タイムレンジャー（2000年 - 2001年）
  - 百獣戦隊ガオレンジャー（2001年 - 2002年）
  - 忍風戦隊ハリケンジャー（2002年 - 2003年） - クリソッツ坊[12]、ヒゲナマ頭巾[13]、ジュクキノコ[14]、バドーギ[8]、偽ハリケンイエロー[9]、下忍マゲラッパ[15]
  - 爆竜戦隊アバレンジャー（2003年 - 2004年） - バーミア兵[16]
  - 特捜戦隊デカレンジャー（2004年 - 2005年）
  - 魔法戦隊マジレンジャー（2005年 - 2006年）
  - 轟轟戦隊ボウケンジャー（2006年 - 2007年）
  - 侍戦隊シンケンジャー（2009年 - 2010年）
  - 海賊戦隊ゴーカイジャー（2011年 - 2012年）
  - 特命戦隊ゴーバスターズ（2012年 - 2013年）
  - 獣電戦隊キョウリュウジャー（2013年 - 2014年）

#### その他
- ものまね紅白歌合戦（2005年、フジテレビ）
- 笑っていいとも!2009春の祭典 豪華ダジャレなぞなぞ笑撃映像SP（2009年、フジテレビ）

### 映画
- 亡国のイージス（2005年）ダイスメンバー
- 赤龍の女（2006年）和泉秀一郎 役
- 日本沈没（2006年）避難民 役
- 包帯クラブ（2007年）柳楽優弥吹き替え
- ピューと吹く!ジャガー THE MOVIE（2008年）殺陣、強盗犯 役
- 銀幕版 スシ王子! 〜ニューヨークへ行く〜（2008年）
- 20世紀少年 第1章（2008年）
- 20世紀少年 第2章 最後の希望（2009年）
- 重力ピエロ（2009年）
- ロストクライム -閃光-（2010年）
- ヌイグルマーZ（2014年）アクションコーディネーター補佐
- スーパー戦隊シリーズ
  - 魔法戦隊マジレンジャー THE MOVIE インフェルシアの花嫁（2005年）
  - 炎神戦隊ゴーオンジャー BUNBUN!BANBAN!劇場BANG!!（2008年）
  - ゴーカイジャー ゴセイジャー スーパー戦隊199ヒーロー大決戦（2011年）
  - 特命戦隊ゴーバスターズ THE MOVIE 東京エネタワーを守れ!（2012年）
- 仮面ライダーシリーズ
  - 劇場版 仮面ライダーアギト PROJECT G4（2001年）
  - 劇場版 仮面ライダー龍騎 EPISODE FINAL（2002年） - シアゴースト[15]
  - 劇場版 仮面ライダー555 パラダイス・ロスト（2003年）※俳優として出演
  - 劇場版 仮面ライダー剣 MISSING ACE（2004年）[17]（ノンクレジット）
  - 劇場版 仮面ライダー響鬼と7人の戦鬼（2005年）
  - 劇場版 仮面ライダーカブト GOD SPEED LOVE（2006年）
  - 劇場版 仮面ライダー電王&キバ クライマックス刑事（2008年）強面の男 役
  - 劇場版 さらば仮面ライダー電王 ファイナル・カウントダウン（2008年）
  - 劇場版 仮面ライダーディケイド オールライダー対大ショッカー（2009年）
  - 仮面ライダー×仮面ライダー×仮面ライダー THE MOVIE 超・電王トリロジー EPISODE RED ゼロのスタートウィンクル（2010年）ヤクザ 役
  - オーズ・電王・オールライダー レッツゴー仮面ライダー（2011年）ジャーク将軍[18]、モモタロス（代役）[18]、シオマネキング[18]、快傑ズバット[18]
  - 仮面ライダーフォーゼ THE MOVIE みんなで宇宙キターッ!（2012年）
  - 仮面ライダー×仮面ライダー ウィザード&フォーゼ MOVIE大戦アルティメイタム（2012年）
  - 劇場版 仮面ライダーウィザード in Magic Land（2013年）
- スーパーヒーロー大戦シリーズ
  - 仮面ライダー×スーパー戦隊 スーパーヒーロー大戦（2012年）
  - 仮面ライダー×スーパー戦隊×宇宙刑事 スーパーヒーロー大戦Z（2013年）

### 舞台
- センゴクプー（2003年）領民・足軽 他
- あずみ（2005年）家臣・兵士 他
- あずみ 〜Azumi on stage〜（2006年）家臣・兵士 他
- 少年隊「PLAY ZONE 2006」（2006年）アクション指導
- TOKYO MEETS PROJECT Vol.2「NiCE!」（2006年）
- テンセイクンプー -転生薫風-（2006年）
- 僕たちの好きだった革命（2007年）
- ASIAN BEAT FICTION「何日君再来 〜いつの日か君帰る〜」（2007年）中国の兵士・マフィアの構成員 他
- R.U.P「す★け★だ★ち」（2007年）
- 明治座「女ねずみ小僧 〜目明かしの女房〜」（2007年）
- ~avex group The 20th Anniversary~ 『ココロノカケラ』（2008年）殺陣師
- プーシリーズEpisodeI「アマツカゼ〜天つ風〜」（2008年）アンサンブル
- ドラえもん のび太とアニマル惑星（2008年）
- R.U.P「SAMURAI7」（2008年）殺陣師
- 早乙女太一特別公演（2009年）
- 僕たちの好きだった革命（2009年）
- 劇団EXILE 第3回公演 「Words 〜約束/裏切り〜 すべて、失われしもののため」（2009年）アクションコーディネーター
- R.U.P「広島に原爆を落とす日」（2010年）アンサンブル
- 早乙女太一 新春特別公演 「美しき華」（2010年）出演・殺陣師
- 嗚呼、田原坂／早乙女太一舞踊ショー（2010年）桐野利秋 役・殺陣師
- シアターGロッソ「海賊戦隊ゴーカイジャーショー」（2012年）殺陣
- 新・幕末純情伝（2012年）殺陣/アンサンブル
- SAMURAI 7（2012年）テッサイ 役・殺陣師
- リンダリンダ（2012年）殺陣
- シアターGロッソ「特命戦隊ゴーバスターズショー」（2013年）殺陣
  - 「緊急出動！ ゴーバスターエース発進!!」
  - 「永遠のキズナ！ゴーバスターズラストミッション!!」
- 舞台「鬼滅の刃」其ノ伍 襲撃 刀鍛冶の里（2025年）アンサンブル[19]

### Vシネマ
- 仮面ライダーシリーズ
  - 仮面ライダーアギト 3大ライダー超決戦（バトル）ビデオ アギトvsG3-Xvsギルス いま選ばれる最強ライダー（2001年）
  - 仮面ライダー剣 超バトルDVD 「仮面ライダー剣（ブレイド）VSブレイド」（2004年）
- 美少女戦士セーラームーン Act.ZERO「セーラーV誕生!」（2005年） - 強盗
- スーパー戦隊シリーズ
  - 帰ってきた特命戦隊ゴーバスターズVS動物戦隊ゴーバスターズ（2013年）

### ネットムービー
- ネット版 オーズ・電王・オールライダー レッツゴー仮面ライダー 〜ガチで探せ！君だけのライダー48〜（2011年）
- ネット版 仮面ライダー×スーパー戦隊 スーパーヒーロー大変 〜犯人はダレだ?!〜（2012年）仮面ライダーシン、ニンジャレッド
- ネット版 仮面ライダーウィザード イン マジか!?ランド（2013年） 地獄大使

### イベント
- ニュースキン イベント（2010年）アクションクルー

### PV
- KAT-TUN「NO MORE PAIN」（2010年）アクションクルー